# 日本精機
日本精機株式会社（にっぽんせいき、英: NIPPON SEIKI CO.,LTD.）は、新潟県長岡市に本部を置く計器・センサーメーカーである。

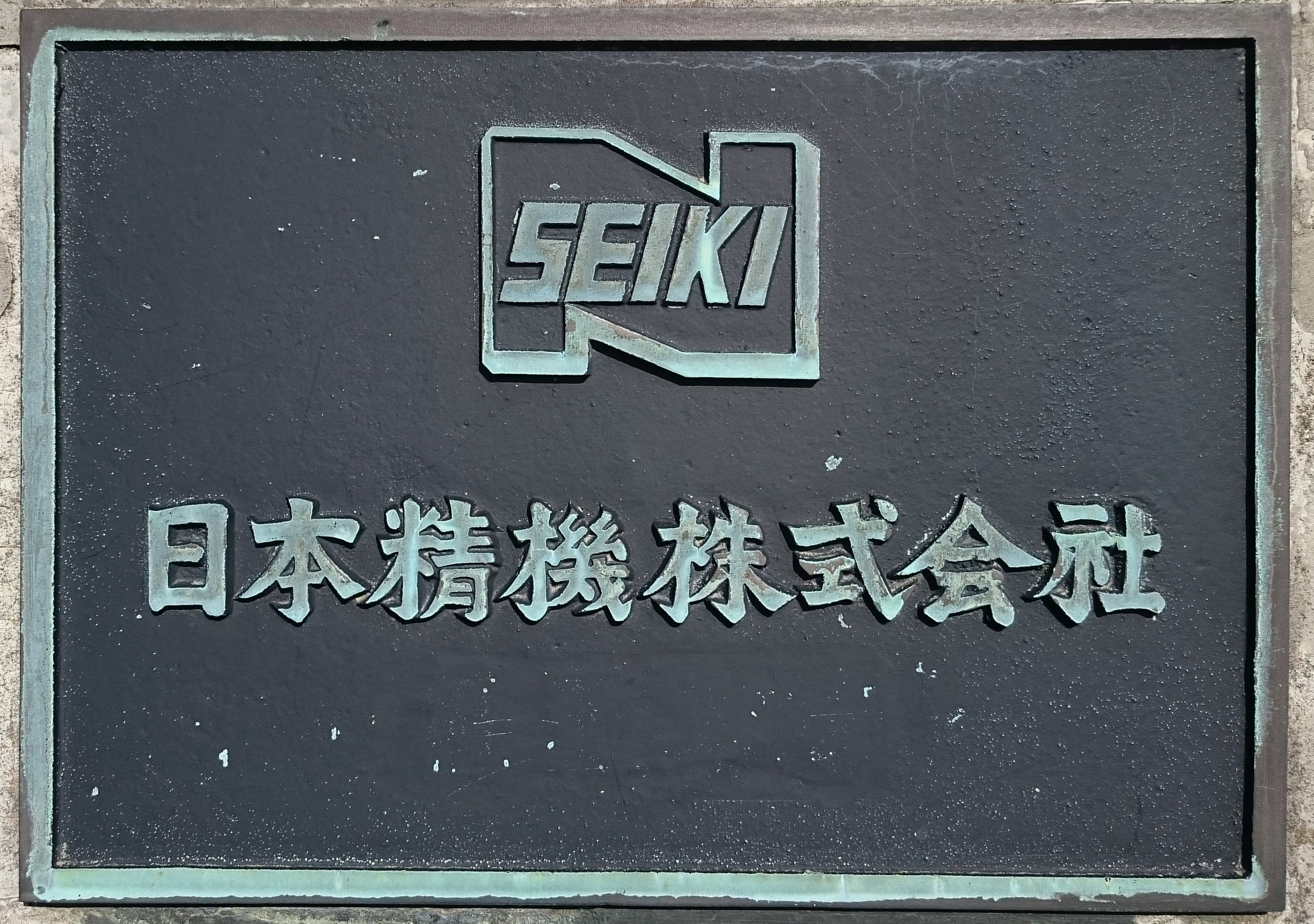
旧ロゴ

## 概要
創業当初から自動車・オートバイ用の各種メーターに強みを持ち、特にオートバイ用メーターについては2024年現在も世界シェア1位を誇る。近年はヘッドアップディスプレイの売上が好調で、年間150万台以上を販売する。
個人向けには「Defi（デフィ）」というカスタムブランドを展開している。

## 主要事業所
- 本社 - 新潟県長岡市東蔵王2-2-34

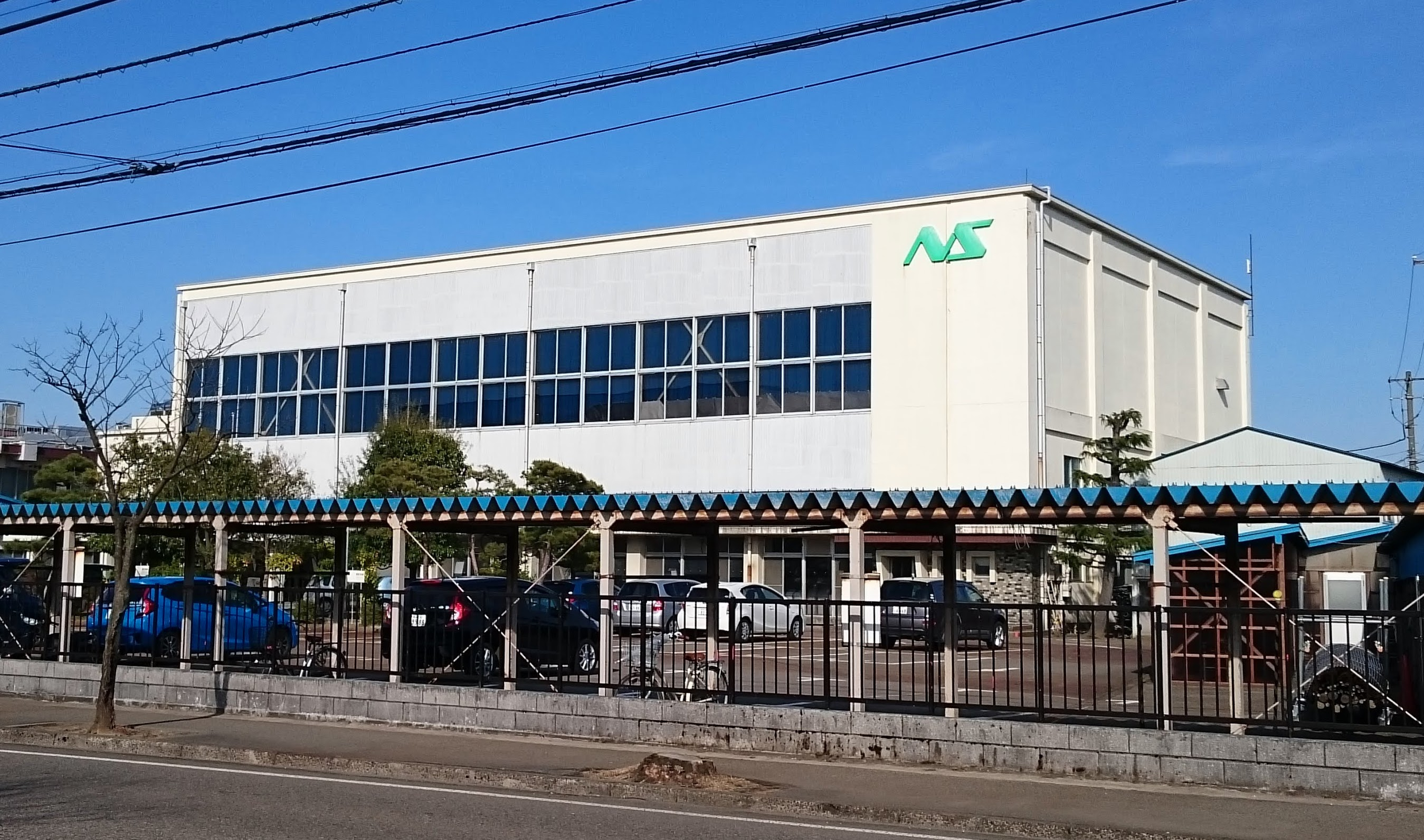
本社付随施設

- 高見事業所 - 新潟県長岡市東高見2-2-8
- R&Dセンター - 新潟県長岡市藤橋1-190-1

### 主要製品

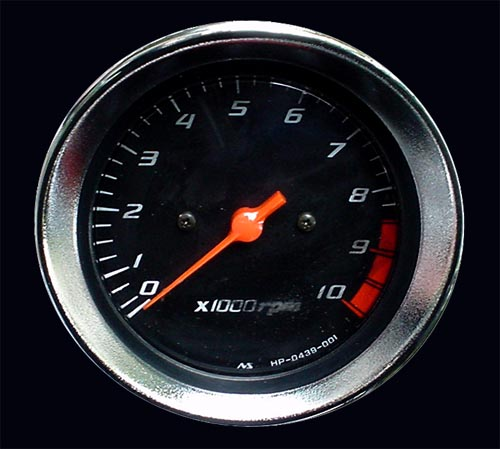
バイク用タコメーター
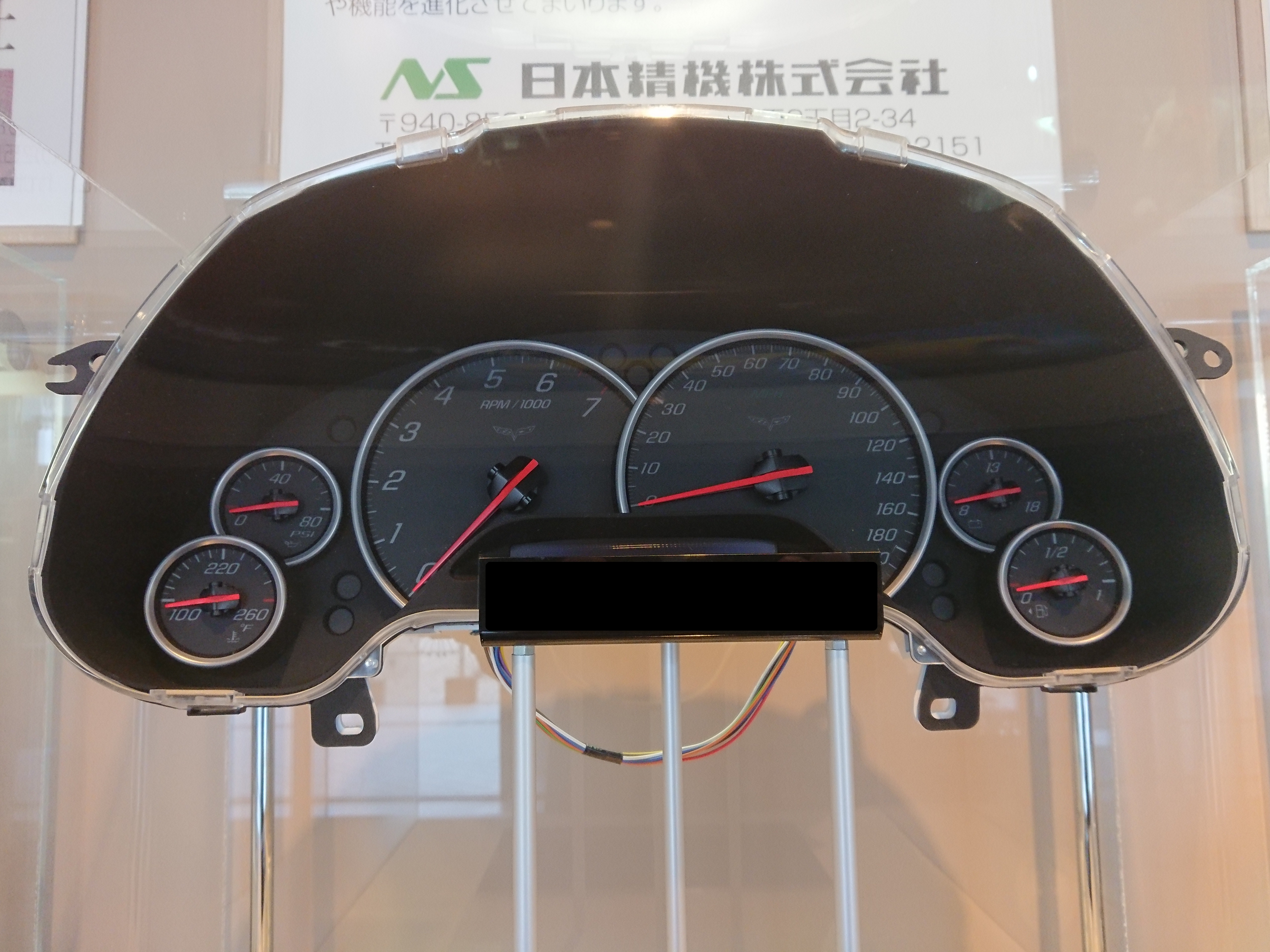
自動車用メーター

## 沿革
- 1946年（昭和21年）12月 - 新潟県長岡市蔵王町（現・松葉）に日本精機株式会社を設立。時計・計器類の製造販売を開始。
- 1951年（昭和26年）10月 - 新潟県長岡市北中島町（現・中島）に本社工場を新設し、本社を移転。
- 1953年（昭和28年）8月 - 東京連絡所（現・東京営業所）を開設。
- 1955年（昭和30年）9月 - 新潟県長岡市西新町（現・城岡）に本社及び本社工場を移転。
- 1959年（昭和34年）
  - 6月 - 大阪連絡所（現・大阪営業所）を開設。
  - 9月 - 埼玉県上尾市に有限会社旭計器製作所（1972年4月、株式会社に改組）を設立。
- 1961年（昭和36年）7月 - 浜松出張所（現・浜松営業所）を開設。
- 1970年（昭和45年）
  - 2月 - 新潟県長岡市に日精サービス株式会社（現・連結子会社）を設立。
  - 12月 - 現在地に本社・本社工場を移転。 新潟県小千谷市に真人工場を新設。
- 1971年（昭和46年）7月 - 真人工場を株式会社真人日本精機に改組。
- 1972年（昭和47年）11月 - 米国カリフォルニア州にエヌ・エス・インターナショナル社（現・連結子会社）を設立。
- 1973年（昭和48年）6月 - 新潟県長岡市にエヌエスエレクトロニクス株式会社（現・連結子会社）を設立。
- 1976年（昭和51年）8月 - 液晶表示素子の製造を開始。
- 1978年（昭和53年）7月 - 新潟県長岡市に株式会社ホンダベルノ長岡を設立。
- 1982年（昭和57年）
  - 6月 - 広島県庄原市に株式会社ワイエヌエス（現・NSウエスト。連結子会社）を設立。
  - 11月 -  本社工場より液晶組立部門が液晶製造部として独立。
- 1983年（昭和58年）11月 - 新潟県長岡市に日精ホンダ株式会社を設立。

## 広報活動
長岡まつりでは、超大型ワイドスターマインと呼ばれる花火のスポンサーをしている。

## 関連会社

### 国内加工組立拠点
- エヌエスエレクトロニクス - 車載関連プリント基板製造、各種リモコン・パネル製造、車載フューエルセンダーユニット製造
- エヌエスアドバンテック - 車載計器・農建舶用計器製造、樹脂成型品製造、各製品印刷・塗装処理加工、樹脂材料の着色加工及び販売
- エヌエスウエスト - 四輪車用計器類製造販売

### その他関連会社
- 日精サービス - 輸送、食品関連事業、住宅設備、広告代理業
- 日精給食 - 学校給食業務
- NS・コンピュータサービス - コンピュータソフトウェア・ハードウェアの開発

### 自動車販売会社
- ホンダ四輪販売長岡[6] - 本田技研工業製の自動車販売、整備
- 新潟マツダ自動車 - マツダ製の自動車販売、整備
- カーステーション新潟[7] - 主にダイハツ工業・スズキ (企業)製の自動車販売、整備、保険販売代理店

※　他にも中国・タイ・インドネシア・イギリス・アメリカ・ブラジル・メキシコなどに現地法人を開設している。